# La Rédemption de Cham
Pour les articles homonymes, voir Rédemption (homonymie).
La Rédemption de Cham (en portugais : A Redenção de Cam) est une peinture à l'huile sur toile de l'artiste hispano-brésilien Modesto Brocos réalisé en 1895. 
Incluant les théories raciales controversées de la fin du XIXe siècle comme l'eugénisme et le phénomène de la recherche du « blanchiment racial (pt) » progressif des générations d'une même famille par le biais du métissage, l'œuvre est considérée comme l'une des peintures les plus racistes et réactionnaires du XIXe siècle, portant avec elle le symbolisme de la pensée élitiste.
Peint alors que Brocos enseigne à l'École nationale des beaux-arts de Rio de Janeiro, le tableau fait partie de la collection du Musée national des Beaux-Arts de Rio de Janeiro. En 2018, le tableau a notamment fait partie de l'exposition Das Galés as Galerias: representações e protagonismos do negro no acervo do MNBA traduite en anglais par From Slave Ships to Galleries: representations and agency of colored people in the National Museum of Fine Arts’s Collection , et dont le catalogue d'exposition s'ouvre avec les paroles du président brésilien Jair Bolsonaro.

## Description et analyse

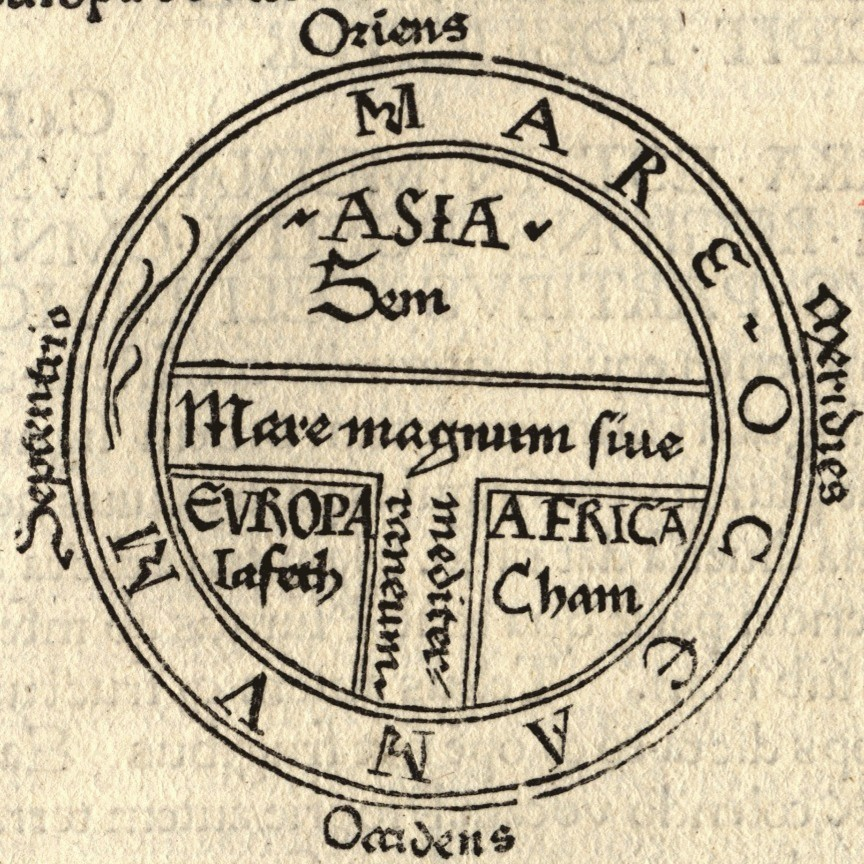
La carte en TO, des Etymologiae d'Isidore de Séville, considérée comme la plus ancienne carte imprimée en Occident, fait allusion au fait que l'Afrique appartient aux descendants de Cham.

Le tableau La Rédemption de Cham (en portugais : A Redenção de Cam) est réalisé dans un contexte de post-émancipation des esclaves, marqué par l'adhésion du racialisme dans la sphère publique et la supposée nécessité d'agir sur le sort de la population noire et métisse dans l'ordre libre et républicain. L'œuvre fait allusion au premier livre de la Bible chrétienne, la Genèse, chapitre 9. Dans l'épisode représenté, Cham expose la nudité et l'ivrognerie de son père, Noé, à ses frères Sem et Japhet, et est donc condamné par son père à devenir esclave avec son fils Canaan, qui est maudit comme « serviteur des serviteurs ». Noé a prophétisé que lui, Cham, serait « le dernier des esclaves de ses frères ». Cham est désigné dans la Bible comme l'ancêtre supposé de peuples que certaines théories associent aux races africaines, ce qui explique qu'aux XVIe, XVIIe et XVIIIe siècles, les colons esclavagistes ont utilisé ce passage biblique pour justifier l'esclavage dans les économies coloniales.
La toile montre une sorte de chemin pour inverser la « malédiction » (être afro-descendant), en blanchissant (pt) les personnages. On remarque le naturalisme présent dans l'œuvre, qui apporte des dégradés de couleurs entre les trois générations des personnages : ils sont de plus en plus blancs au-fur-et-à-mesure qu'on descend dans les générations. La scène montre un bébé très blanc, son père blanc est assis à côté de la mère mulâtre, qui tient l'enfant sur ses genoux, et à gauche de la composition, celle qui a la peau la plus foncée est la grand-mère maternelle. Elle a les mains levées vers le ciel en signe de gratitude : en naissant blanc, son petit-fils a été libéré de la « malédiction » d'être noir, puisque sa fille, mulâtre, a épousé un homme blanc. Le processus complet de métissage ne représente pas seulement l'élimination culturelle et raciale, mais aussi de la nécessité d'un progrès qui, aux yeux de Brocos, ne passerait que par le blanchiment de la population et le rapprochement avec la culture européenne, en éliminant et en ignorant les autres ethnies et coutumes.
Ce déni de la culture africaine devient apparent lorsque l'on remarque les vêtements des personnages féminins, puisque toutes deux portent des vêtements occidentalisés et non des costumes qui font référence à leur origine. Le corps de la femme assise est couvert de vêtements, ce qui lui donne un air plus européen qu'africain. On retrouve ici une idée d'adaptation des femmes noires à la morale chrétienne et à un idéal de reproduction blanchissant. De plus, il est notable que les deux personnages qui n'ont pas la peau blanche, sont des femmes : la mère et la grand-mère, établissant une opposition de couleur par rapport au bébé et au père. La vision progressive de la peau blanche est renforcée par le fait que le sol sur lequel l'homme marche est en pierre, ce qui montre une évolution par rapport à celui sur lequel les femmes marchent, qui est en terre. Une fois encore, l'Européen à la peau blanche est représenté comme supérieur, ce qui est explicite même dans la pose dans laquelle l'homme, le dos tourné, regarde le reste de la scène.
La position des mains et les regards entre les personnages apportent une cohérence au message que Modesto Brocos a voulu transmettre. L'œuvre lui a valu la médaille d'or aux expositions générales des Beaux-Arts de 1895 et montre les orientations de l'art brésilien de la fin du XIXe siècle.
Il existe une théorie selon laquelle la mère (assise, au centre de la toile) serait la représentation de la Vierge Marie et le bébé, l'enfant Jésus, grâce à la couleur bleue du châle dont elle est enveloppée, car elle fait allusion au manteau porté par la Vierge Marie.

## Blanchiment et eugénisme au Brésil

### Eugénisme au Brésil
Au XIXe siècle, l'idée de « blanchir » la société est répandue au Brésil, visant à effacer les traits noirs de la population brésilienne. Au cours des premières décennies du XXe siècle, l'industrialisation, l'immigration et l'urbanisation ont apporté au pays une vision plus pessimiste et nationaliste. Les deux guerres mondiales ont entraîné l'expansion du nationalisme, combinant l'idée de race avec la construction de nationalités.

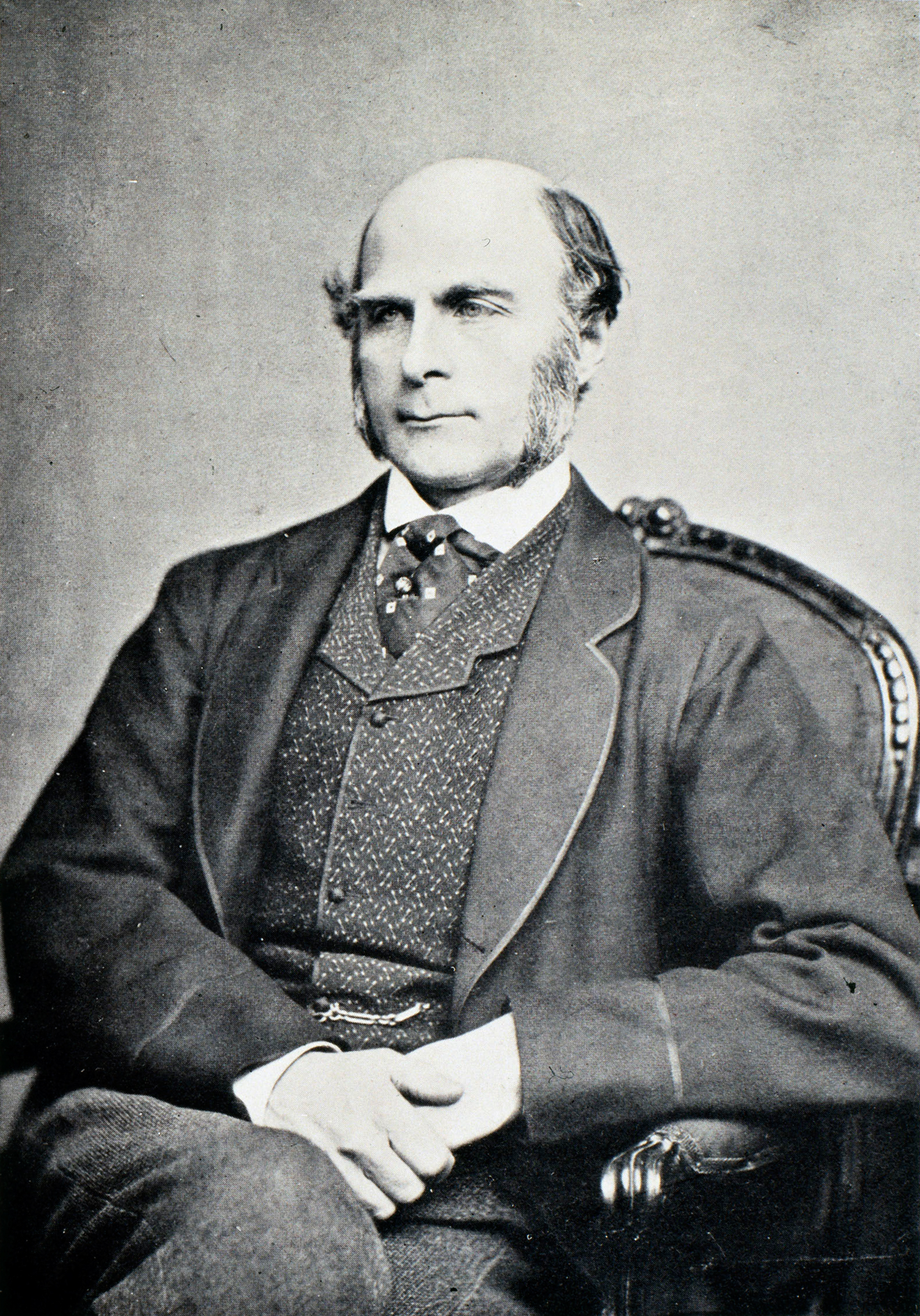
Francis Galton, responsable de la diffusion de l'idéal eugéniste, ici dans les années 1850.

En Europe, l'idéal eugénique est diffusé par l'Anglais Francis Galton (1822 - 1911) en 1883. Cousin de Charles Darwin, il a affirmé que la sélection naturelle était également valable pour les êtres humains. Sa conviction était que les capacités intellectuelles ne sont pas individuelles, mais plutôt héréditaires. Son projet a analysé les arbres généalogiques d'environ 9 000 familles et a tenté de justifier l'exclusion de plusieurs groupes : les handicapés, les Noirs, les Asiatiques et tous ceux qui ne correspondaient pas à ce qu'il estime être la « norme européenne ». Celle-ci était fondée sur la thèse selon laquelle l'Européen était le détenteur de la plus grande beauté, de la plus grande compétence civilisationnelle et de la plus grande santé par rapport aux « autres races », telles que la « noire » (africains), la « rouge » (indigènes d'Amérique) et la « jaune » (asiatiques).
Les premières traces d'eugénisme au Brésil apparaissent à la fin de la première décennie du XIXe siècle. En 1917, le médecin et pharmacien Renato Kehl (pt) a été responsable de l'expansion et de la diffusion de l'eugénisme au Brésil. Kehl pensait que la seule façon pour le pays de prospérer était un projet axé sur la prédominance de la race blanche, faisant l'éloge du blanchiment de la population noire. Outre la ségrégation par la couleur de la peau, son discours soutenait également l'exclusion des handicapés (physiques ou mentaux) de la société. Il préconise la stérilisation des criminels, la réglementation d'un examen prénuptial (pour s'assurer que la mariée est vierge), des examens pour garantir le divorce si la femme a des « enfants illégitimes » ou s'il est prouvé que sa famille présente des tares héréditaires, une éducation eugénique obligatoire dans les écoles et des tests pour mesurer la capacité mentale des enfants âgés de 8 à 14 ans. Kehl présente ses idées lors de divers congrès et a un impact sur les groupes d'enseignants, de médecins et d'adeptes de l'hygiénisme social. C'est ainsi que fut fondée, en 1918, la première société eugénique d'Amérique latine, la Sociedade Eugênica de São Paulo (SESP). Certaines personnalités connues en faisaient partie du groupe : Arnaldo Vieira de Carvalho (pt), Olavo Bilac, Alfredo Ellis (pt), Belisário Penna (pt), Vital Brazil, Artur Neiva (pt), Luís Pereira Barreto (pt), Antônio Austregésilo (pt), Juliano Moreira (pt), Afrânio Peixoto (pt) et Monteiro Lobato, qui outre ses célèbres livres pour enfants, est à l'origine de la publication de l'ouvrage Annaes de Eugenia, paru en 1919. Dans cet ouvrage, Lobato organise plusieurs conférences données par des partisans de l'eugénisme, qui portent la théorie sur la place publique, avec l'intention d'atteindre les classes les plus aisées de la société.
Dans les années suivantes, l'eugénisme a suscité l'intérêt de cette élite brésilienne, qui a créé le stigmate de l'« homme brésilien », excluant tous ceux qui ne correspondaient pas à ce qu'ils idéalisaient. Le mouvement souhaitait promouvoir une réforme des valeurs esthétiques, hygiéniques et morales de la société brésilienne. À l'époque, cet idéal mettait en lumière une société encore plus patriarcale, où les femmes se voyaient confier le simple rôle de « procréer » et d'accomplir les tâches domestiques assignées par leur mari. L'« identité nationale » a franchi les frontières et mis en lumière le racisme présent dans les couches supérieures de la société brésilienne.

### Le soutien de Brocos à l'eugénisme

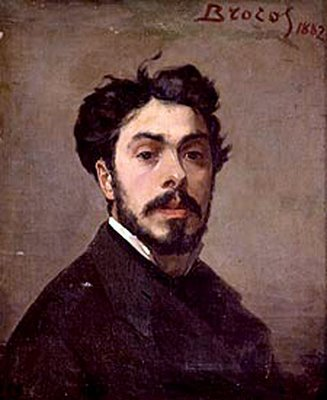
Autoportrait de Modesto Brocos (1882).

Modesto Brocos n'a jamais nié son soutien aux théories eugénistes. En 1930, trente-cinq ans après avoir peint La Rédemption de Cham, l'artiste publie le livre de science-fiction Viaje a Marte (Voyage vers Mars). Le peintre y apparaît comme un personnage qui raconte sa visite sur une planète où il existe une politique de reproduction contrôlée par des agents de l'État — l'Armée agricole et les Sœurs humanitaires — tous volontaires et blancs. Bien qu'il s'agisse d'un livre de fiction, Brocos rend explicites ses idées eugénistes et racistes lorsque, dans l'un des passages de l'œuvre, il affirme que l'humanité n'est pas satisfaite, car il faudrait encore une « unification des races ». Il complète en disant que dans les temps précédents, avec la race « jaune », le métissage avait été plus facile, mais qu'avec la race noire, bien qu'il y ait eu le même processus, la couleur « présentait des difficultés de métissage ».

### Le tableau comme symbole eugéniste

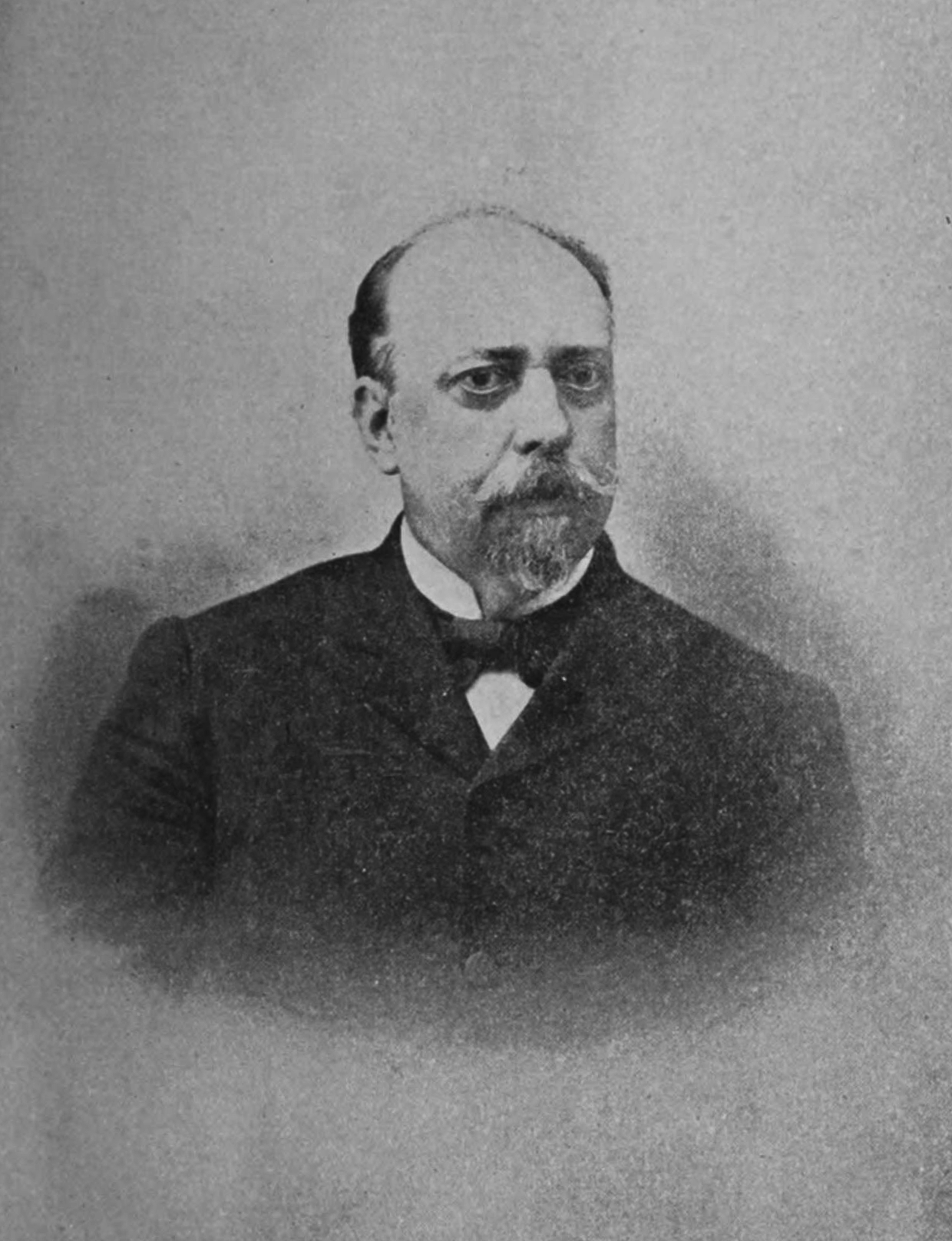
João Batista de Lacerda, médecin et scientifique brésilien, est l'un des principaux défenseurs de la « thèse du blanchiment ».

La Rédemption de Cham est considérée comme l'une des peintures les plus racistes et réactionnaires du XIXe siècle, portant avec elle le symbolisme de la pensée élitiste. Le tableau apparaît dans un processus post-abolitionniste de la nouvelle république, qui cherche le progrès en prenant l'Europe comme modèle. Aux yeux de l'élite, l'homme blanc représente le progrès, tandis que l'homme noir représente l'arriération du passé. C'est dans ce contexte qu'apparaissent l'eugénisme et le blanchiment susmentionné, qui proposent le métissage comme solution, laissant la population avec un profil de plus en plus européen. Le tableau est simplement une représentation visuelle du sujet présent dans le discours des « intellectuels » de l'époque.
En 1911, le directeur du Musée national de l'université fédérale de Rio de Janeiro, João Batista de Lacerda (1846 - 1915), a utilisé la Rédemption de Cham comme illustration pour son article intitulé Sur les métis au Brésil (en français) lors du premier Congrès universel des races à Paris. Le Congrès a réuni des intellectuels du monde entier pour débattre de la relation entre les races et le processus de civilisation. Les travaux de Lacerda, considéré comme l'un des principaux exposants de la « thèse du blanchiment », défendaient le métissage, en présentant la positivité de ce processus au Brésil et en montrant la supériorité supposée des traits blancs sur les traits noirs et indigènes. Lors de la présentation du tableau de Brocos, il l'a décrit comme le processus du « noir passant au blanc, à la troisième génération, par l'effet du croisement des races ». Dans son discours, il a affirmé que dans cent ans, la population brésilienne serait majoritairement blanche ; c'est-à-dire qu'en 2011-2012, la population noire aurait disparu et les métis représenteraient, au maximum, 3% de la population.
Entre les années 1920 et 1930, il n'est plus possible de voir la distinction entre les Brésiliens qui s'identifient comme des Européens exilés et la population locale, car le mélange entre les peuples indigènes, les Noirs et les Blancs constitue un métissage qui va au-delà des normes imposées par la haute société blanche. Ainsi, l'élite avait presque un besoin de créer une nouvelle identité brésilienne, avec le désir d'être différent de tout modèle. L'idéal eugéniste a donc perdu depuis beaucoup de sa force.